# ستراک شاریمانیان
ستراک سیمونی شاریمانیان (ارمنی: Սեդրակ Սիմոնի Շարիմանյան؛  زادهٔ ۳۰ ژوئن ۱۸۹۸ - درگذشته ۱۹۸۹) یک جراح و استاد اهل ارمنستان بود.

## زندگی‌نامه
در ۳۰ ژوئن ۱۸۹۸ در تفلیس به دنیا آمد و از دانشگاه ملی پزشکی خارکف (۱۹۲۴) فارغ‌التحصیل شد. وی در دانشگاه پزشکی دولتی ایروان فعالیت می‌کرد.  وی همچنین برنده دانشمند شایسته ارمنستان شوروی، نشان لنین نشان برجسته افتخار شده است. وی در ۱۹۸۹ در سن ۹۱ سالگی در درگذشت.

## یادداشت
1. ↑  բժշկական գիտությունների դոկտոր